# Academia Istropolitana

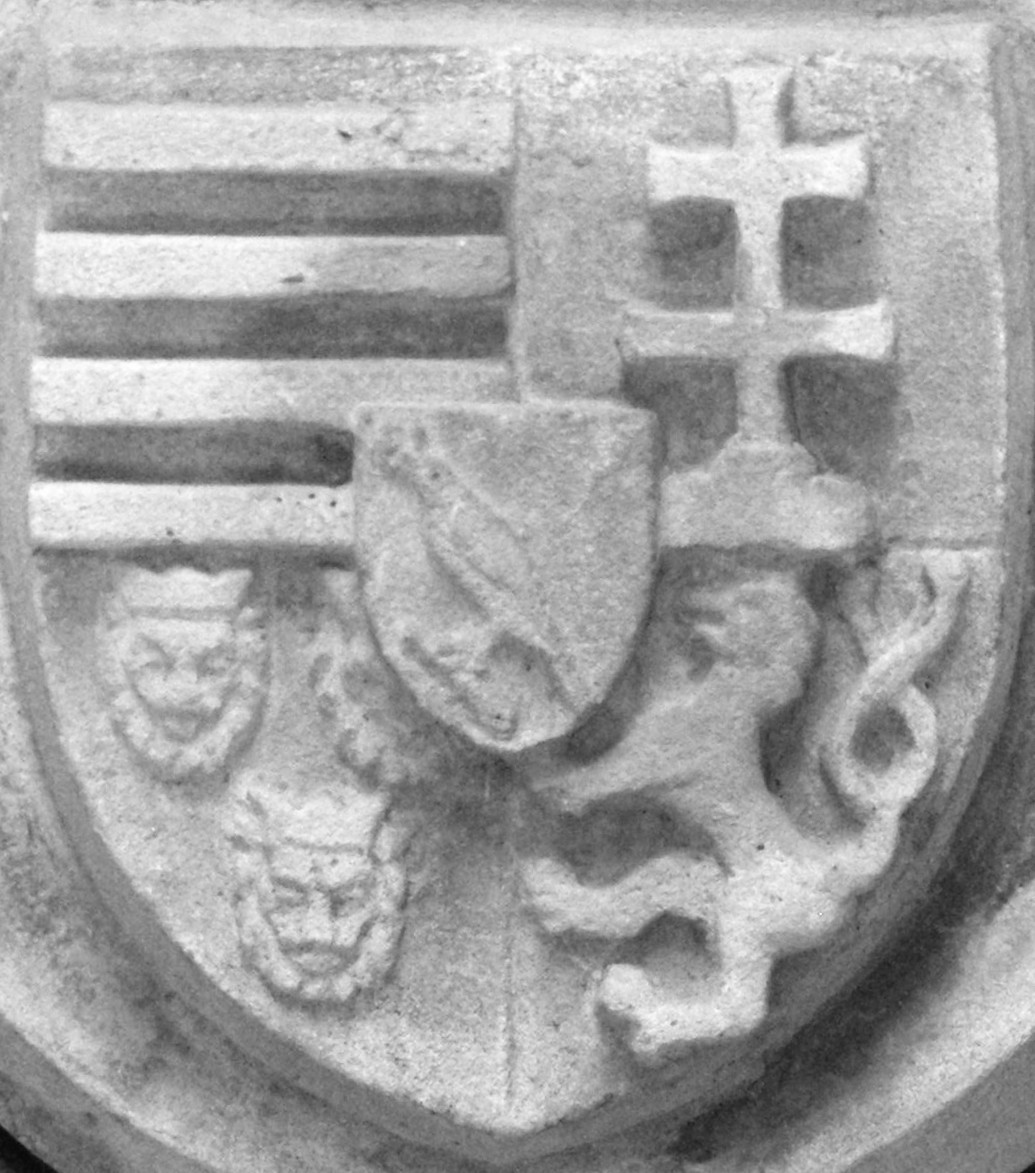
Mátyás király kőbe vésett uralkodói címere Pozsonyban

Az Academia Istropolitana (Universitas Istropolitana) Mátyás király által 1465-ben alapított és 1467-ben négy karral megnyíló egyetem volt Pozsonyban, melynek felállítását II. Pál pápa 1465. május 19-én kelt, Vitéz Jánoshoz és Janus Pannoniushoz intézett bullájában engedélyezte.
Az egyetem nevét az Istropolitana szóról kapta, mely ógörög nyelven Pozsony városát jelentette. Az egyetemen kiváló, nemzetközi hírű tanárok működtek. Kancellárja Vitéz János lett, akinek halála után az oktatók távoztak, és az egyetem ezzel hanyatlani kezdett. Mátyás halálával az egyetem teljesen megszűnt (1490). A Magyar Királyság területén ekkor más egyetem már nem létezett.
A mai Szlovákia területén ez volt az első egyetem. Főépületében ma a pozsonyi Színművészeti főiskola (VŠMU) működik és helyet kapott Pozsony 7 Nemzeti kulturális emléke között is.

## Története
A középkori pozsonyi egyetem létrejötte előtt Magyarországon két egyetem működött. Az elsőt Nagy Lajos király alapította 1367-ben Pécsett, a másodikat Luxemburgi Zsigmond 1395-ben Óbudán. Ezek az iskolák 1410 után azonban már nem működtek.
A pápai bulla széles körű felhatalmazást adott Mátyásnak, tetszése szerint dönthetett az egyetem székhelyéről és fakultásairól. Kötelezte ugyanakkor, hogy annak tanárainak megfelelő jövedelmet biztosítson. Az alapításkor a bolognai egyetem szolgált mintául. Bár Vitéz eredetileg saját érseki székhelyén, Esztergomban akarta elhelyezni, ám végül Pozsonyba került, mivel Gmaintl István városi polgár a kincstárra hagyta vagyonát. Az egyetem legfőbb anyagi támogatói Mátyás és Vitéz voltak, utóbbi a német mintára létrehozott kancelláriai tisztséget is ellátta.
Mátyás meghívására több neves külföldi oktató érkezett az egyetemre, így Regiomontanus, a lengyel Marcin Bylica z Ilkusza (Ilkusz Márton) csillagász, az itáliai Johannes Gattus teológus, valamint Taddeo Ugoletti, aki a Corvinák felügyelőjeként könyvtárat szervezett. Az egyetem 1467 és 1472 között élte fénykorát. Vitéz halála után a neves oktatók elhagyták Pozsonyt, majd Mátyás halálát követően hivatalosan is megszűnt az intézmény.
II. Ulászló király idején az egyetem épületét már fegyvertárnak használták. Az újabb pozsonyi egyetemet II. József hozta létre 1784-es rendeletével.

## Előadói
- Johannes Regiomontanus matematikai tudományok (quadruviales facultates)
- Péter mester orvostudományok
- Márton mester szabadművészetek
- János mester teológia és kánon jog